# دراجوني
دراجوني، (بالإنجليزية: Dragoni)‏، هي (بلدية) في مقاطعة كازيرتا في منطقة كامبانيا الإيطالية، وتقع على بعد حوالي 50 كم (31 ميل) شمال نابولي وحوالي 20 كم (12 ميل) شمال كازيرتا.

## السكان
في سنة 1861 بلغ عدد السكان 1٬968 نسمة، وتطور العدد ليصل في سنة 2011 لـ 2٬167 نسمة.
يظهر هذا المخطط البياني تطور النمو السكاني لـ دراجوني